# Scott Martin (Fußballspieler)
Scott Martin (* 1. April 1997 in Glasgow) ist ein schottischer Fußballspieler, der bei Hamilton Academical unter Vertrag steht.

## Karriere

### Verein
Scott Martin begann seine Karriere in Glasgow beim Celtic Boys Club. Bei dem zu Celtic Glasgow nahestehenden Verein, spielte Martin bis zum Jahr 2012, bevor er zu Hibernian Edinburgh wechselte. In der schottischen Landeshauptstadt spielte er von der U-17 bis U-23-Mannschaft. Am 6. Dezember 2014 gab der auf der Position des zentralen Mittelfeldspieler spielende Martin sein Profidebüt gegen den FC Falkirk. Im weiteren Saisonverlauf der Spielzeit 2014/15 kam er unter dem englischen Trainer Alan Stubbs in zwei Spielen zum Einsatz. In der Saison 2015/16 absolvierte er zunächst zwei Ligaspiele, und ein Spiel in der ersten Runde des Ligapokals im August 2015. Dabei erzielte Martin gegen den FC Montrose seinen ersten Treffer als Profi. Im Oktober 2015 wurde Martin für die gesamte Saison 2015/16 an den schottischen Drittligisten Forfar Athletic verliehen. Im November 2017 folgte eine Leihe zum FC Arbroath.

### Nationalmannschaft
Scott Martin spielte im Jahr 2015 zweimal in der schottischen U-19. Gegner waren dabei Kroatien und Bulgarien.